# Szatmár-Bereg
Szatmár-Bereg este o arie protejată (arie de protecție specială avifaunistică — SPA) din Ungaria întinsă pe o suprafață de 52.847,77 ha, integral pe uscat.

## Localizare
Centrul sitului Szatmár-Bereg este situat la coordonatele 48°05′39″N 22°33′53″E / 48.0942°N 22.5647°E.

## Înființare
Situl Szatmár-Bereg a fost declarat arie de protecție specială avifaunistică în mai 2004 pentru a proteja 39 de specii de animale.

## Biodiversitate
Situată în ecoregiunea panonică, aria protejată nu include niciun habitat protejat.
La baza desemnării sitului se află mai multe specii protejate de  păsări (39): pescăruș albastru (Alcedo atthis), fâsă-de-câmp (Anthus campestris), stârc roșu (Ardea purpurea), ciuf de câmp (Asio flammeus), rață roșie (Aythya nyroca), buhai de baltă (Botaurus stellaris), buha (Bubo bubo), caprimulg (Caprimulgus europaeus), chirighiță-cu-obraz-alb (Chlidonias hybridus), barză albă (Ciconia ciconia), barză neagră (Ciconia nigra), erete de stuf (Circus aeruginosus), erete vânăt (Circus cyaneus), erete cenușiu (Circus pygargus), dumbrăveancă (Coracias garrulus), cristeiul de câmp (Crex crex), ciocănitoarea de stejar (Dendrocopos medius), ciocănitoare de grădină (Dendrocopos syriacus), ciocănitoare neagră (Dryocopus martius), șoim dunărean (Falco cherrug), muscar-gulerat (Ficedula albicollis), codalb (Haliaeetus albicilla), stârc pitic (Ixobrychus minutus), sfrâncioc roșiatic (Lanius collurio), sfrânciocul cu frunte neagră (Lanius minor), ciocârlie de pădure (Lullula arborea), gaia neagră (Milvus migrans), stârc de noapte (Nycticorax nycticorax), ciuf-pitic (Otus scops), viespar (Pernis apivorus), ciocănitoare verzuie (Picus canus), cresteț cenușiu (Porzana parva), cresteț pestriț (Porzana porzana), cristei de baltă (Rallus aquaticus), pițigoi-pungar (Remiz pendulinus), lăstun de mal (Riparia riparia), chiră mică (Sterna albifrons), chiră de baltă (Sterna hirundo), silvie porumbacă (Sylvia nisoria).
Pe lângă speciile protejate, pe teritoriul sitului au mai fost identificate 1 specie de păsări.